# 金正浩 (小惑星)
金正浩（キム・ジョンホ、95016 Kimjeongho）は、小惑星帯に位置する小惑星。韓国の普賢山天文台でチョン・ヨンボムが発見した。
名前は19世紀の朝鮮の地理学者で、朝鮮において初めて精巧な全国地図『大東輿地図』を作成した金正浩から命名された。